# Реннокс, Чарли
Кла́туорди Ре́ннокс (англ. Clatworthy Rennox; 25 февраля 1897 — 1967), более известный как Ча́рли Ре́ннокс (англ. Charlie Rennox) — шотландский футболист, выступавший на позиции нападающего.

## Биография
Чарли Реннокс родился в шотландском городке Шоттс, Норт-Ланаркшир. Выступал за шотландские клубы «Дайкхед» и «Уишо», после чего переехал в Англию и стал игроком «Клэптон Ориент». В марте 1925 года перешёл в «Манчестер Юнайтед». Дебютировал в составе «Юнайтед» 14 марта 1925 года в игре против «Портсмута». Свой первый гол за клуб забил 7 сентября 1925 года в ворота бирмингемского клуба «Астон Вилла» на стадионе «Вилла Парк». В сезоне 1925/26 стал лучшим бомбардиром «Манчестер Юнайтед» в чемпионате, забив 17 мячей (включая хет-трик против «Бернли» 26 сентября). Всего провёл за клуб 68 матчей и забил 25 мячей.
В июле 1927 года перешёл в «Гримсби Таун», но не провёл за команду ни одного официального матча. В дальнейшем выступал за клубы низших дивизионов.
Умер в 1967 году в возрасте 70 лет.

## Статистика выступлений
| Клуб              | Сезон            | Лига | Лига | Кубок | Кубок | Итого | Итого |
| Клуб              | Сезон            | Игры | Голы | Игры  | Голы  | Игры  | Голы  |
| ----------------- | ---------------- | ---- | ---- | ----- | ----- | ----- | ----- |
| Клэптон Ориент    | 1921/22          | 34   | 11   | 1     | 0     | 35    | 11    |
| Клэптон Ориент    | 1922/23          | 13   | 2    | 0     | 0     | 13    | 2     |
| Клэптон Ориент    | 1923/24          | 24   | 6    | 3     | 1     | 27    | 7     |
| Клэптон Ориент    | 1924/25          | 30   | 5    | 0     | 0     | 30    | 5     |
| Клэптон Ориент    | Итого            | 101  | 24   | 4     | 1     | 105   | 25    |
| Манчестер Юнайтед | 1924/25          | 4    | 0    | 0     | 0     | 4     | 0     |
| Манчестер Юнайтед | 1925/26          | 34   | 17   | 7     | 1     | 41    | 18    |
| Манчестер Юнайтед | 1926/27          | 22   | 7    | 1     | 0     | 23    | 7     |
| Манчестер Юнайтед | Итого            | 60   | 24   | 8     | 1     | 68    | 25    |
| Всего за карьеру  | Всего за карьеру | 161  | 48   | 12    | 2     | 173   | 50    |